# 约勒
约勒（荷蘭語：Joure，荷蘭語發音：[ˈjɑu̯rə]）是荷蘭的一個城市，位於弗里斯兰省。這裡有人口13,090人，是德弗里瑟梅伦人口最多的城鎮。

## 外部連結
- 维基共享资源上的相關多媒體資源：约勒